# Carmen Valero Gimeno
Carmen Valero Gimeno (Silla, 23 de marzo de 1893 - Silla, 19 de septiembre de 1962) fue una maestra, intelectual, feminista y sindicalista. Fundadora del partido Izquierda Republicana en Oliva, al estallar la guerra civil organizó en Oliva Mujeres Antifascistas y colaboró también con el Socorro Rojo para la recaudación de dinero y ropa para los combatientes republicanos.

## Biografía
Valero fue una excelente alumna en la escuela primaria y más tarde en el colegio de la Compañía de Santa Teresa de Jesús de Valencia, dónde estudió la carrera de Maestra Nacional. El 14 de abril de 1913, con veinte años, obtuvo el título de la Escuela Normal de Magisterio con un sobresaliente, nota que ella consideró insuficiente, dado que aspiraba a la matrícula de honor, para así poder continuar sus estudios de forma gratuita. Cursó sus estudios secundarios en el Instituto Luis Vives, su asistencia se vio interrumpida ya que aprobó una oposición y fue destinada como maestra a Novelda (Alicante).

A lo largo de su vida reunió cinco titulaciones, la de Maestra Nacional (1913), la de Bachiller (1918), la de Perito Mercantil (1918), la de Profesora Mercantil (1920) y la licenciatura en Ciencias Químicas (1923). Una vez se hubo instalado en Novelda, se matriculó en la Escuela de Comercio de Valencia, allí obtuvo dos de las cinco titulaciones: el de Bachiller con sobresaliente y el de Perito Mercantil. En su promoción solamente había nueve mujeres de un total de 216 alumnos. 

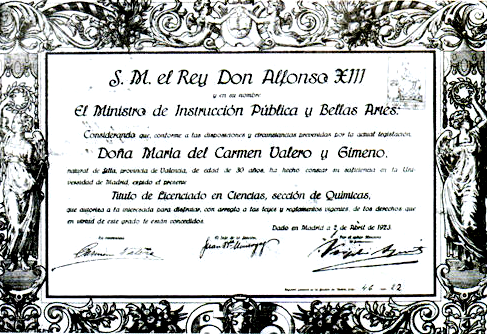
Titulacion de ciencias Químicas de Carmen Valero

En esta época publicó un libro de cálculo titulado Problemas y ejercicios de Aritmética elemental, el cual sirvió posteriormente de texto en la Escuela de Comercio. Valero optó por la rama pedagógica, desde la cual reivindicaría una educación integradora de la mujer. En 1923, solicitó el reingreso en Magisterio, siendo destinada a Oliva. Optó por aplicar las técnicas de Freinet, basadas en los postulados laicos del pedagogo francés Célestin Freinet. También se centró en eliminar la discriminación de sexos que imponía el sistema educativo. Los temarios oficiales de enseñanza femenina de la época se enfocaban a los cuidados y tareas del hogar, en detrimento de las asignaturas de ciencias y cálculo. Para Valero, estas últimas eran fundamentales en la educación de los individuos de cualquier sexo. 

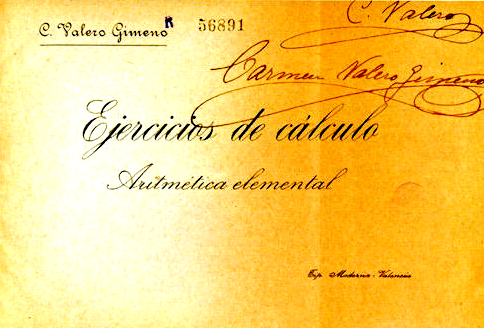
Ejercicios de cálculo de Carmen Valero

Al centrarse en la reivindicación de una educación igualitaria, además de la defensa de los derechos de la mujer, pronto se identificó con las reformas emprendidas por el Ministerio de Instrucción Pública y pasó a la acción. Primero colaboró con la Federación Universitaria Escolar (FUE) en la organización y mejora de las colonias de verano, siendo nombrada miembro de honor en reconocimiento de su tarea, en compañía de personalidades como Rodolfo Llopis, Teodor Llorente, Peset Aleixandre, Sigfrido Blasco y Aparicio Albiñana. Otra muestra de su compromiso social fue  cuando, en compañía de una veintena de compañeros, fundó la Federación Española de Trabajadores de la Enseñanza (FETE - UGT), por lo que viajó a Valencia, Villena y Alicante.

Revista fundada por Carmen Valero

En la escuela donde trabajaba en Oliva, fundó la revista Caperucita Roja, Periódico infantil, redactado e ilustrado por las niñas de la Escuela n. 1, revista que tenía por objetivo fomentar el espíritu crítico y participativo de las alumnas. El primer número de la revista se publicó en abril de 1936 y está en línea con los planteamientos pedagógicos freinetistas.

## Guerra Civil
Con el estallido de la guerra civil española, su vida se vio truncada. Su marido quedó incomunicado ya que estaba de viaje en el norte de África cuando se inició la sublevación y su hijo, que estaba en las colonias de Buñol, se fue a vivir con Carmen a Oliva.
En el año 1934, había fundado el partido de Izquierda Republicana en Oliva, con el carné número 12, formando parte de la presidencia de una de las mesas en las elecciones de 1936, que dieron la victoria al Frente Popular. En 1937, tras el estallido del conflicto bélico, ingresó en el Partido Comunista, organizando dentro de este en Oliva la sección de Mujeres Antifascistas, donde ocupó la Secretaría del Comité Local, impulsando diversas actividades culturales como una escuela nocturna y la biblioteca popular. También, formó parte del Socorro Rojo Internacional, colaborando de esta manera en la recaudación de dinero y en un taller de confección de ropa destinada a los combatientes en el frente, utilizando las máquinas de coser que habían sido requisadas.

## Juicio y sentencia
En el año 1939 fue depurada y procesada en un consejo de guerra sumarísimo. Estuvo detenida durante 8 meses en la prisión de Santa Clara. Fue juzgada y obtuvo una sentencia absolutoria, firmada el 27 de diciembre de 1939:

"Debemos absolver a la procesada Carmen Valero Gimeno, del delito de exaltación a la rebelión del que le acusó el Ministerio Fiscal, en razón a no resultar probados los cargos que se le formulaban, debiendo ser puesta en libertad tan pronto se apruebe esta resolución por el Ilmo. Auditor de Guerra de la 3ª Región Militar."
Sentencia absolutoria de 27 de diciembre de 1939

Su absolución se debió a la gran cantidad de testimonios favorables que de forma espontánea recibió la defensa, entre los que se encontraban los alcaldes, los jefes locales de Falange tanto de Silla como de Oliva, así como religiosos y gran cantidad de sus alumnos y las familias de estos. El hecho de ser absuelta del delito de exaltación a la rebelión no le evitó pasar por un proceso de depuración profesional por el que se le condenaba a doce años de inhabilitación. Volvió a Silla en situación de libertad vigilada, donde sobrevivía dando clases clandestinas de contabilidad y refuerzo a los alumnos de bachillerato. En 1951 el Juzgado Superior de Revisiones le permitió el reingreso al Magisterio en la población de Bétera, volviendo a reintegrarse a la enseñanza a los 57 años de edad.